# رشا عرودكي

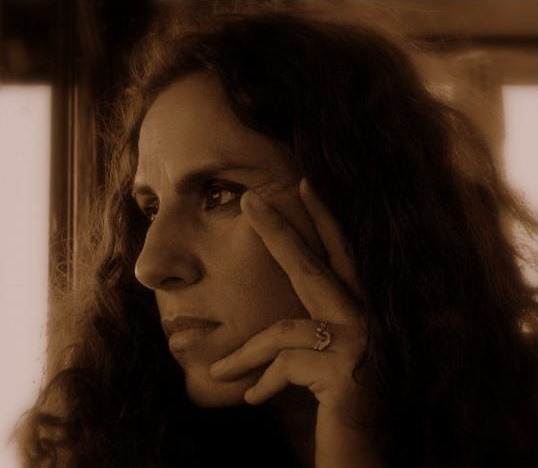
رشا عام 2008

رشا عرودكي عازفة بيانو سورية فرنسية مولودة في دمشق، درست في المعهد الوطني للموسيقى والرقص في باريس، وحاصلة على الجائزة الأولى في كونسرفاتوار باريس ودرست لمدة عامين في كونسرفاتوار تشايكوفسكي 

## وصلات خارجية
- رشا عرودكي على موقع ميوزك برينز (الإنجليزية)
- رشا عرودكي على موقع أول ميوزيك (الإنجليزية)
- رشا عرودكي على موقع ديسكوغز (الإنجليزية)

- الموقع الرسمي